# Jane Morris

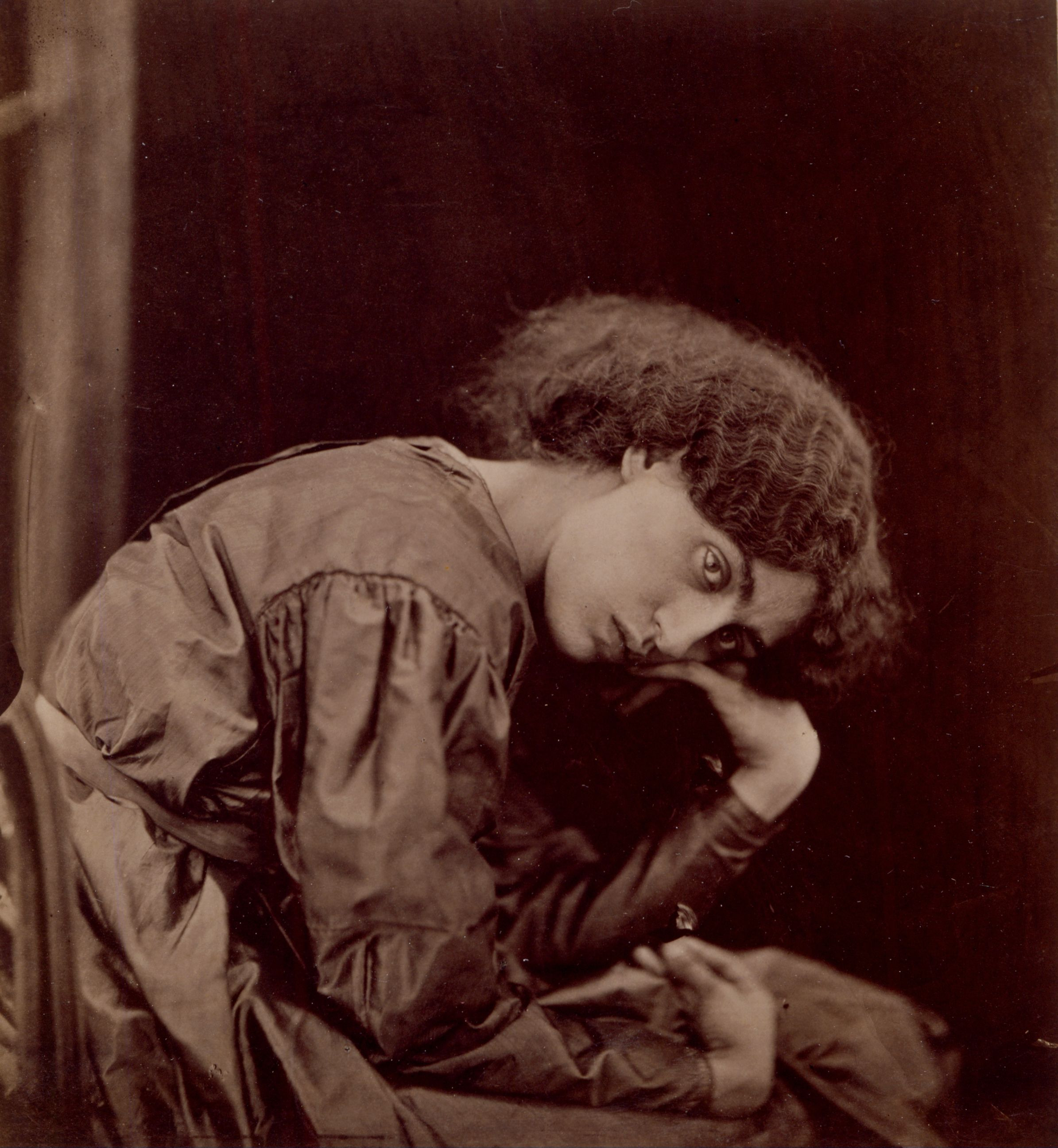
John Robert Parsons: Jane Burden, 1865

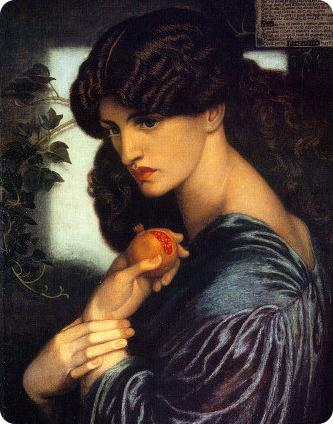
Dante Gabriel Rossetti: Jane Morris jako Persefona, 1874

Jane Morris (rozená Jane Burden, 19. října 1839 – 26. ledna 1914) byla anglická modelka ztělesňující ideál krásy v období Prerafaelitů. Byla múzou a modelkou umělce a malíře Williama Morrise, kterého si vzala za muže, a Danteho Gabriela Rossettiho.

## Série fotografií
John Robert Parsons (1825–1909) byl irský fotograf a umělec nejznámější sérií snímků, o kterou jej v létě roku 1865 požádal malíř Dante Gabriel Rossetti. Je na nich Rossettiho múza a modelka Jane Morrisová. Během fotografování v zahradě a domě Rossettiů vzniklo osmnáct známých portrétů. Rossetti v průběhu relace přísně kontroloval nad pózami Morrisové, stejně jako dohlížel na oblečení, které nosila a předměty a nábytek, které byly při snímání a kompozici použity. Podle historika umění Colina Forda nelze říci, do jaké míry Rossetti později fotografie při malování použil. Jeho dílo Reverie z roku 1868 je nepochybně podobné jednomu z fotografovaných snímků, ale také na jeho dalších portrétech jsou vidět podobnosti, a nejen na Morrisové, ale například také na pozdějších Rossettiho portrétech Alexy Wildingové. Rossetti nepoužil fotografie jako přesné studie, ale pravděpodobně hlavně jako nástroje pro vizualizaci některých póz a jako připomínku na dobu, kdy nebude mít svou modelku k dispozici.

## Galerie

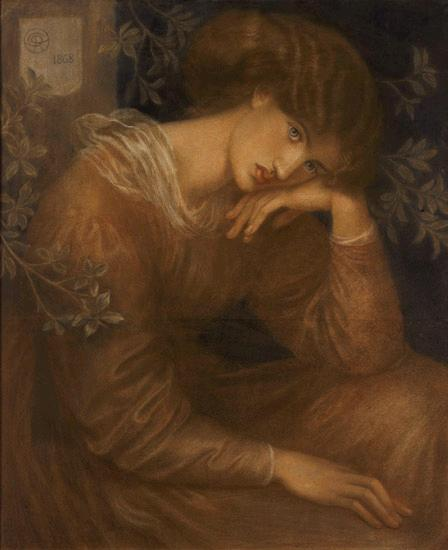
Dante Gabriel Rossetti: Reverie, modelka Jane Morris (Jane Burden)
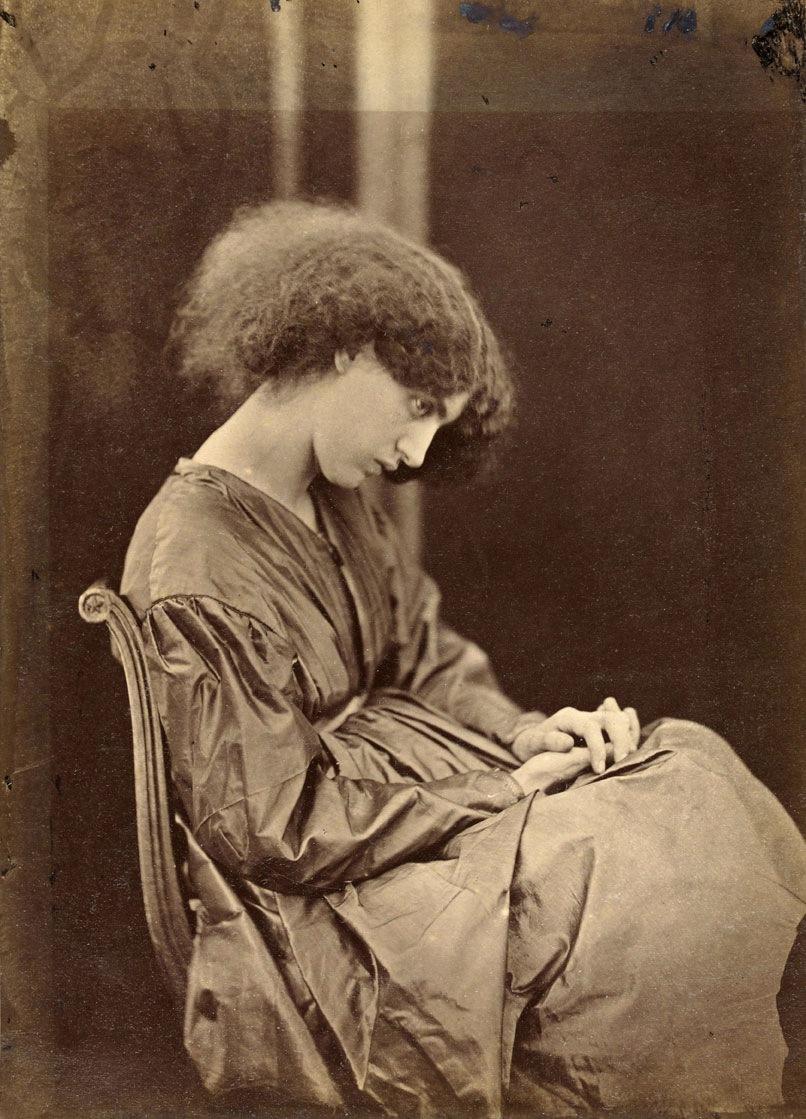
Jane Morris, 1865
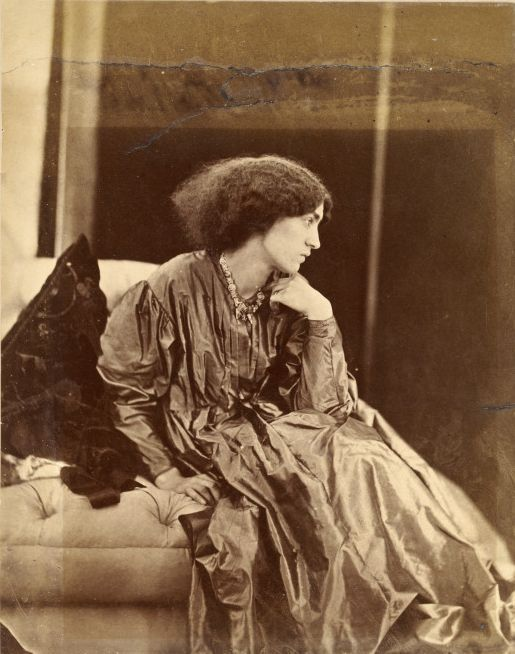
Jane Morris, 1865
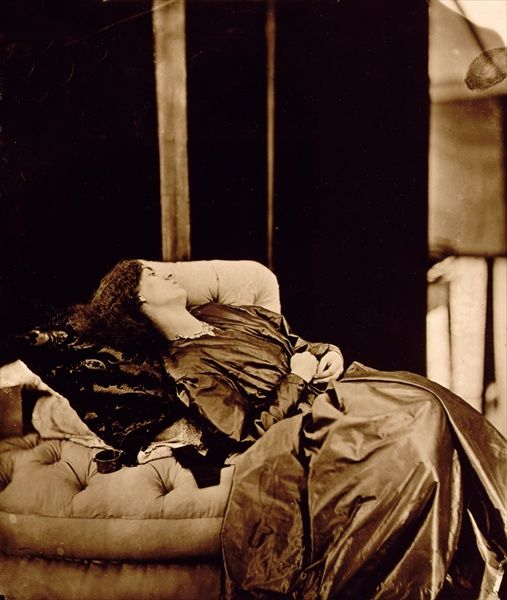
Jane Morris, 1865
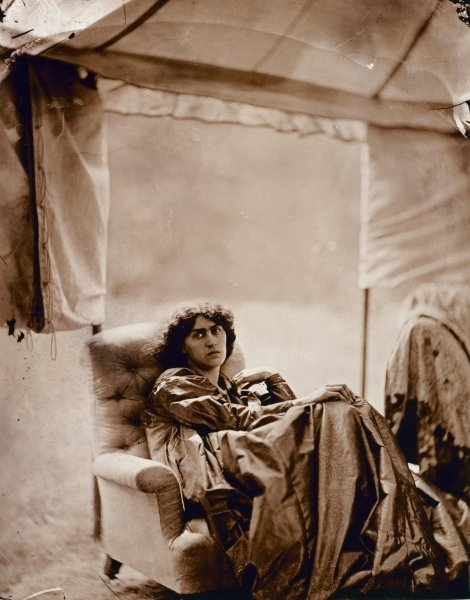
Jane Morris, 1865
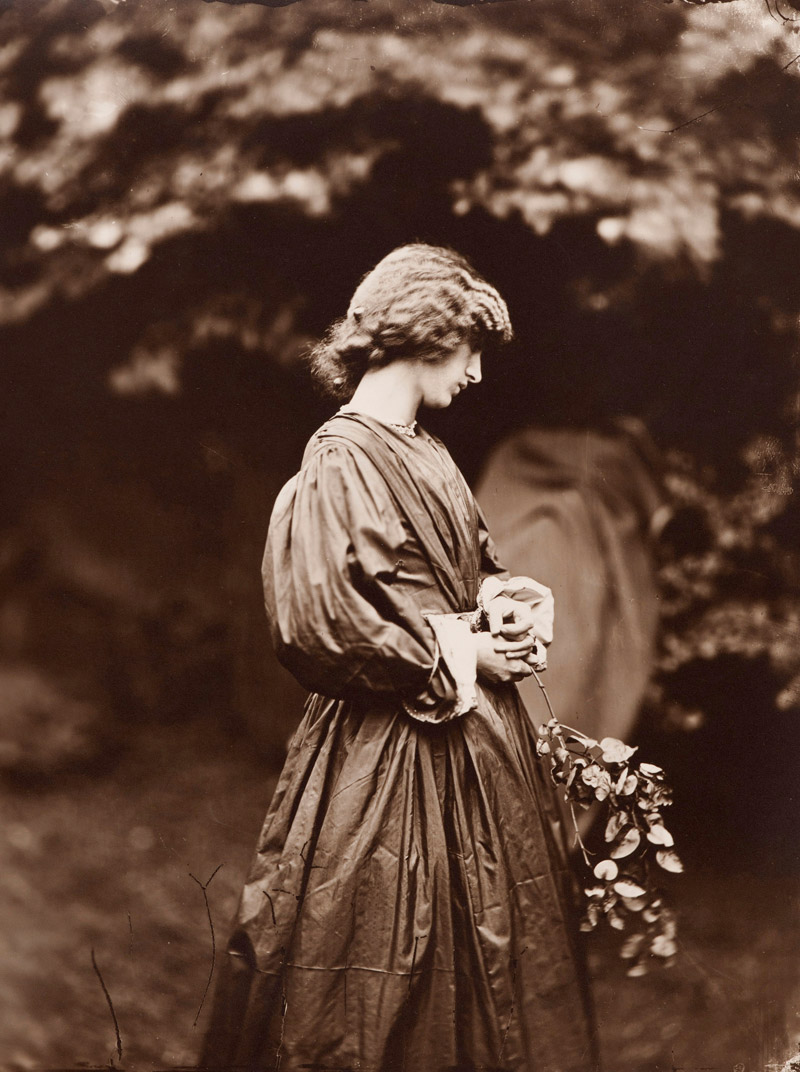
Jane Morris, 1865
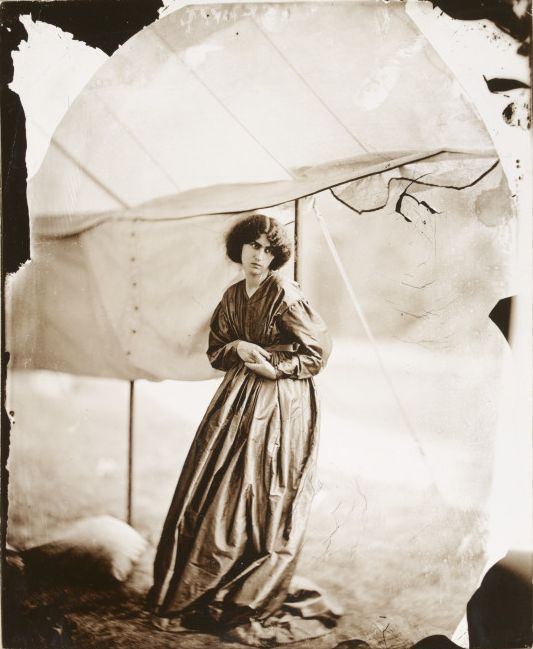
Jane Morris, 1865
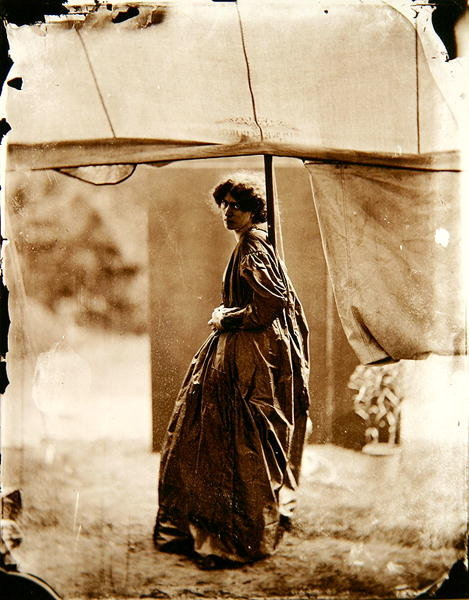
Jane Morris, 1865
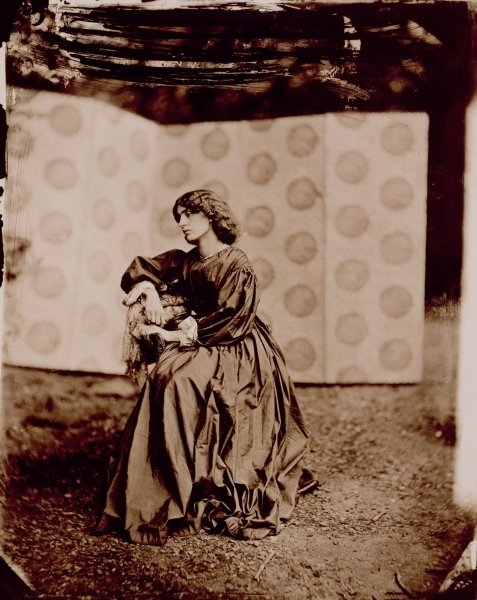
Jane Morris, 1865
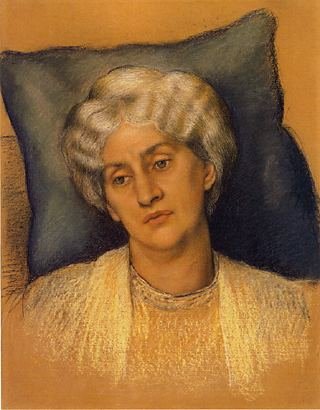
Evelyn de Morgan: Jane Morris (1904)